# Servais-Théodore Pinckaers

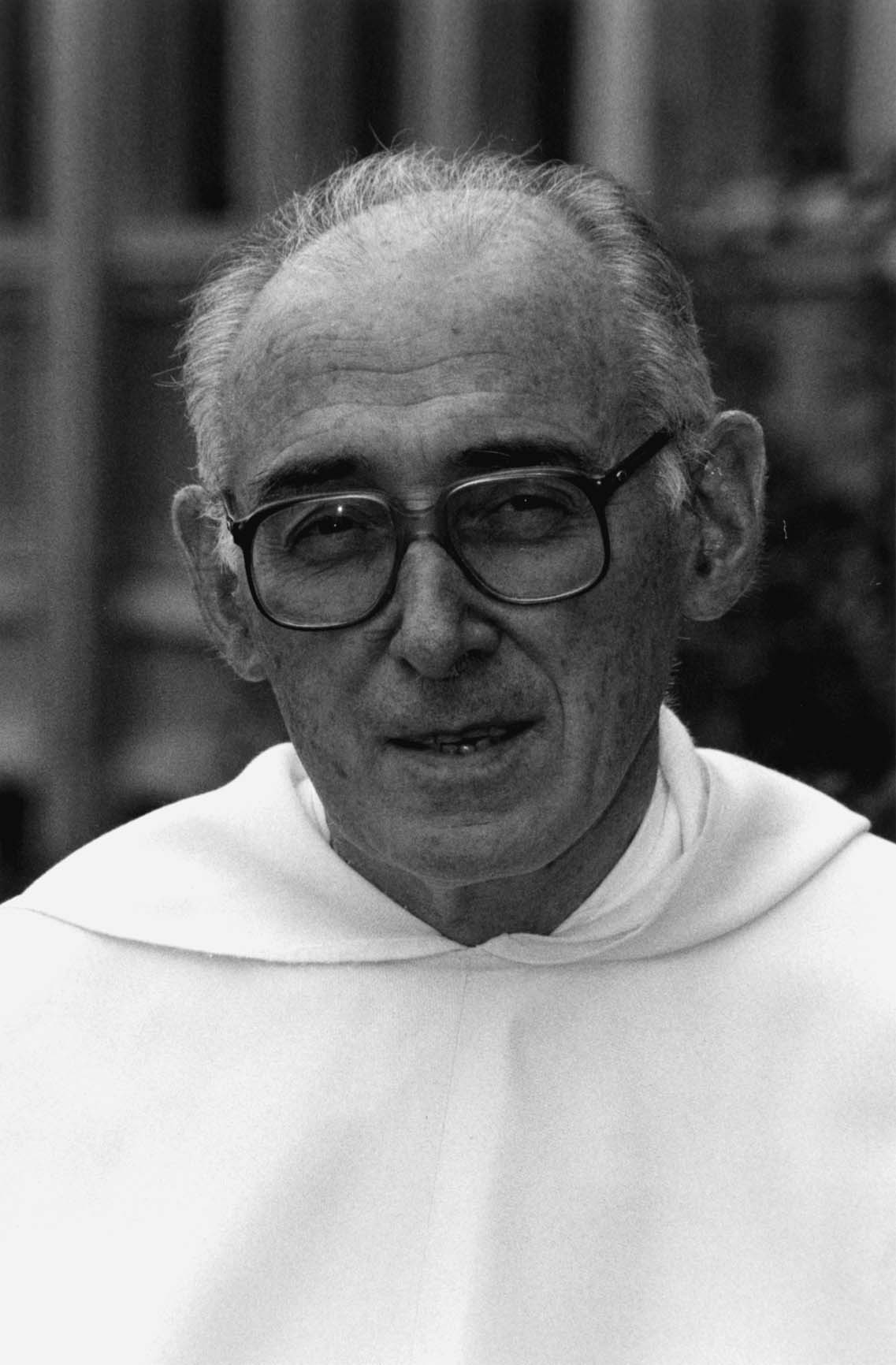
Servais-Théodore Pinckaers

Servais-Théodore Pinckaers OP (* 30. Oktober 1925 in Lüttich, Belgien; † 7. April 2008 in Fribourg, Schweiz) war ein belgischer römisch-katholischer Moraltheologe. Er galt als einer der weltweit führenden Kenner der Lehre des Heiligen Thomas von Aquin.

## Leben
Servais-Théodore Pinckaers trat mit Ende des Zweiten Weltkrieges 1946 der Ordensgemeinschaft der Dominikaner bei. Er studierte Theologie und Philosophie in dem Dominikanerkloster La Sarte in Huy und empfing 1951 die Priesterweihe. 1952 wurde er an der Päpstlichen Universität Heiliger Thomas von Aquin („Angelicum“) in Rom promoviert, anschließend machte er noch seinen Master in Theologie.
Von 1952 bis 1965 lehrte er Moraltheologie in Belgien, von 1965 bis 1973 war er Prior im Kloster von Lüttich. 1973 erhielt er einen Ruf als Professor für Fundamentalmoral an die Schweizer Universität Freiburg, zudem war er von 1989 bis 1991 Dekan der Theologischen Fakultät.
Pinckaers war Peritus beim Vaticanum II. Er wurde im Juni 1989 von Papst Johannes Paul II. als Berater für die Kongregation für das Katholische Bildungswesen verpflichtet. Außerdem war er Mitglied der Internationalen Theologenkommission seit 1992.
Servais-Théodore Pinckaers war neben seiner Professur von 1983 bis 1990 und nach seiner Emeritierung 1996 Prior des Dominikanerklosters Albertinum in Freiburg.

## Wirken
Hauptforschungsgebiet von Pinckaers war Thomas von Aquin. Er setzte die Ideen und Lehren von Thomas von Aquin insbesondere in den Dominikanerorden in England und Belgien um. Seine Arbeit und seine moraltheologischen Vorstellungen prägten den Katechismus der katholischen Kirche. Anstatt umfassender theologischer Verspieltheiten bemühte er sich, die gesamte Breite der menschlichen Erfahrung für die Erneuerung des Thomismus einzusetzen. Als Mitglied der vatikanischen Kommission, die für den Katechismus der Katholischen Kirche verantwortlich war, schrieb er am moraltheologischen Teil. Außerdem war er Mitglied einer Vorbereitungskommission für die Enzyklika Veritatis splendor (Glanz der Wahrheit) von Papst Johannes Paul II.
1990 wurde er zu seinem 65. Geburtstag von der Universität Freiburg mit einer Festschrift unter dem Titel „Aux sources du renouveau de la morale chrétienne“ (An den Quellen der Erneuerung christlicher Moral) gewürdigt. 2000 erhielt er die Ehrendoktorwürde in „Theologie der Ehe und der Familie“ der Päpstlichen Lateranuniversität; bei der Zeremonie waren der Großkanzler der Lateranuniversität, Camillo Kardinal Ruini, und der Staatssekretär des Heiligen Stuhls, Angelo Kardinal Sodano, anwesend.

## Schriften
- The Sources of Christian Ethics, The Catholic University of America Press 1995, ISBN 0813208343 (englisch)
- The Sources of Christian Ethics: Translated from the Third Edition, Téqui 1977, ISBN 0813208181 (englisch)
- The Pursuit of Happiness – God’s Way: Living the Beattitudes, Alba House 1998, ISBN 0818907975 (englisch)
- Das geistliche Leben des Christen, Theologie und Spiritualität nach Paulus und Thomas von Aquin, Bonifatius Druckerei 1999, ISBN 3897100312 (deutsch)
- El Evangelio y La Moral, Ediciones Internacionales Universitarias 2000, ISBN 84-87155-12-X (spanisch)
- Las Fuentes de La Moral Cristiana, Universidad de Navarra 2000, ISBN 8431317469 (spanisch)
- La spiritualité du martyre. Jusqu’au bout de l’amour., Saint-Paul 2000, ISBN 2-85049-837-8 (französisch)
- Christus und das Glück. Grundriss der christlichen Ethik, Vandenhoeck & Ruprecht 2004, ISBN 3525301421 (deutsch)
- Pinckaers (Autor), John Berkman (Herausgeber), Craig Steven Titus (Herausgeber): The Pinckaers Reader: Renewing Thomistic Moral Theology, The Catholic University of America Press 2005, ISBN 0813214084 (englisch)
- Les sources de la morale chrétienne, Cerf 2007, ISBN 2204083690 (französisch)
- Morality: The Catholic View, St. Augustine Press 2008, ISBN 1587315165 (englisch)